# Anaulacomera boliviana
Anaulacomera boliviana är en insektsart som beskrevs av Brunner von Wattenwyl 1891. Anaulacomera boliviana ingår i släktet Anaulacomera och familjen vårtbitare. Inga underarter finns listade i Catalogue of Life.